# Aimer perdre
Pour plus de détails, voir Fiche technique et Distribution.
Aimer perdre est un film franco-belge écrit et réalisé par Lenny et Harpo Guit, sorti en 2025.
Armande Pigeon, 26 ans, vit à Bruxelles. Accro au jeu, elle multiplie les paris et les prises de risques dans l’espoir de reprendre le contrôle de sa vie. Pour elle, tout peut faire l’objet d’un pari… sauf peut-être celui de l’amour.

## Synopsis
Armande Pigeon (Maria Cavalier-Bazan), 26 ans, vit à Bruxelles sans emploi ni situation stable. Elle loue pour 150 euros un coin de salon chez Delphine (Catherine Ringer), une logeuse excédée par ses dettes, qui menace de l’expulser. Vagabonde fantasque et débrouillarde, Armande traverse les rues de la capitale belge, à la recherche de l’amour et de quelques euros.
Elle tente de survivre : elle glane les restes au marché, squatte les bains chez des amies, emprunte sans rendre, ment, drague, manipule, multiplie les rencontres absurdes, comme celle avec Lazare (Melvil Poupaud), un joueur compulsif ou Ronnie (Axel Perin) un pilote de compétition d’aéromodélisme.
Son chemin en quête de sens, d’amour et de stabilité reste flou : perdre est son moteur, et l’amour, un mirage. Armande aime perdre, jusqu’à en faire une manière d’être,,.

## Fiche technique
- Titre original et francophone : Aimer perdre
- Réalisation, scénario : Lenny et Harpo Guit
- Directeur de la photo : Kinan Massarani
- Monteur : Yankele Tarraschuk
- Ingénieure du son : Armance Durix
- Costumes : Justine Struye
- Production : Alice Leclercq
- Sociétés de production : Roue Libre Production et Fair Play Productions
- Sociétés de distribution : UFO Distribution (France), Galeries Distribution (Belgique)
- Pays de production :  France  Belgique
- Format : couleur
- Genre : comédie
- Durée : 86 minutes
- Dates de sortie : 26 mars 2025

## Distribution
- Maria Cavalier-Bazan : Armande Pigeon
- Catherine Ringer : Delphine
- Axel Perin : Ronnie
- Michael Zindel : Schlock
- Maxi Delmelle : Giorgio
- Melvil Poupaud : Lazare
- Manuela Gourary : Manou

## Accueil critique
Le site AlloCiné propose une note moyenne de 3,4 sur 5, à partir de l'interprétation de 12 critiques de presse collectées.

## Distinctions

### Sélection
BAFICI - Festival international du cinéma indépendant de Buenos Aires 2025